# Giorgio Trestini
Giorgio Trestini (Castenaso, 26 marzo 1937) è un attore italiano.

## Biografia
Ha svolto la carriera di attore dal 1963 al 2017, ottenendo una discreta notorietà grazie allo sceneggiato TV Il mulino del Po (1971) e a film come Delitto sull'autostrada del 1982. Trestini interpretava sempre la parte dell'uomo di estrazione popolare: operai, camionisti dai modi rozzi ed altri del genere.
Nel 1995 è apparso nel videoclip del brano Principessa di Marco Masini, facendo il verso al personaggio di Zampanò del film di Federico Fellini La strada. In ambito teatrale, per circa un trentennio, ha portato in scena a Bologna nel teatro da lui fondato (Teatro dei Bibiena) e in locali della regione, lo spettacolo L'amore di gruppo.

## Filmografia

### Cinema
- Addio mamma, regia di Mario Amendola (1967)
- ...e alla fine lo chiamarono Jerusalem l'implacabile (Padella calibro 38), regia di Toni Secchi (1972)
- Milano calibro 9, regia di Fernando Di Leo (1972)
- Il grande duello, regia di Giancarlo Santi (1972)
- A Venezia... un dicembre rosso shocking (Don't Look Now), regia di Nicolas Roeg (1973)
- Non si deve profanare il sonno dei morti, regia di Jorge Grau (1974)
- Il bestione, regia di Sergio Corbucci (1974)
- A mezzanotte va la ronda del piacere, regia di Marcello Fondato (1975)
- Buttiglione diventa capo del servizio segreto, regia di Mino Guerrini (1975)
- I quattro dell'apocalisse, regia di Lucio Fulci (1975)
- La linea del fiume, regia di Aldo Scavarda (1976)
- Una spirale di nebbia, regia di Eriprando Visconti (1977)
- L'esercito di Scipione, regia di Giuliana Berlinguer (1977)
- Augh! Augh!, regia di Marco Toniato (1980)
- Ricchi, ricchissimi... praticamente in mutande, regia di Sergio Martino (1982)
- Delitto sull'autostrada, regia di Bruno Corbucci (1982)
- Acapulco, prima spiaggia... a sinistra, regia di Sergio Martino (1983)
- L’Archivista, – regia di Guido Ferrarini (1985)
- Italian Fast Food, regia di Lodovico Gasparini (1986)
- Tutta colpa della SIP, regia di Gianfranco Bullo (1988)
- Tre colonne in cronaca, regia di Carlo Vanzina (1990)
- Piedipiatti, regia di Carlo Vanzina (1991)
- Johnny Stecchino, regia di Roberto Benigni (1991)
- Sostiene Pereira, regia di Roberto Faenza (1994)
- Se c'è rimedio perché ti preoccupi?, regia di Carlo Sarti (1995)
- Gratta e vinci, regia di Ferruccio Castronuovo (1996)
- A spasso nel tempo, regia di Carlo Vanzina (1996)
- Jolly Blu, regia di Stefano Salvati (1998)
- Ravanello pallido, regia di Gianni Costantino (2001)
- The Last Book - L'ultimo libro, regia di Giulio Tarantino (2012)
- La crisi, regia di Francesco Giuseppe Ferrara – cortometraggio (2013)
- DeMentis Torrent e la scatola magica, regia di Massimiliano Melis (2017)

### Televisione
- Il mulino del Po, regia di Sandro Bolchi – miniserie TV, 5 puntate (1963)
- I fisici, regia di Franco Enriquez (1968)
- La commediante veneziana, regia Salvatore Nocita (1968)
- Il mulino del Po, regia di Sandro Bolchi – miniserie TV, 4 puntate (1971)
- Storie dell'emigrazione, regia Alessandro Blasetti – docufiction, 5 puntate (1972)
- Tre camerati, regia di Lyda C. Ripandelli – miniserie TV, 3 puntate (1973)
- Oleka, regia di Alessandro Brissoni – film TV (1973)
- Boezio e il suo re, regia di Piero Schivazappa – miniserie TV, 2 puntate (1974)
- Gamma, regia di Salvatore Nocita – miniserie TV, 4 puntate (1975)
- Marco Visconti, regia di Anton Giulio Majano – miniserie TV, 6 puntate (1975)
- Omobono e gli incendiari, regia di Raffaele Meloni (1976)
- Ligabue, regia di Salvatore Nocita – miniserie TV, 3 puntate (1977)
- Le mani sporche, regia di Elio Petri – miniserie TV, 3 puntate (1978)
- Dopo un lungo silenzio, regia di Piero Schivazappa – serie TV, 3 episodi (1978)
- Astuzia per astuzia, regia di Mario Caiano – miniserie TV, 2 puntate (1979)
- Paura sul mondo, regia di Domenico Campana – miniserie TV, 3 puntate (1979)
- Con gli occhi dell'occidente, regia di Vittorio Cottafavi – miniserie TV 3 episodi (1979)
- Cinema!!!, regia di Pupi Avati – miniserie TV 4 episodi (1979)
- Verdi, regia di Renato Castellani – miniserie TV, 9 puntate (1982)
- L'Andreana, regia di Leonardo Cortese – miniserie Tv, 5 puntate (1982)
- Un delitto, regia di Salvatore Nocita – film TV (1984)
- Il decimo clandestino, regia di Lina Wertmüller – film TV (1989)
- Don Tonino, regia di Fosco Gasperi – serie TV (1990)
- Naufraghi sotto costa, regia di Marco Colli – film TV (1992)
- Fine secolo, regia di Gianni Lepre – miniserie TV, 5 puntate (1999)
- Bocca di Rosa, regia di Riccardo Marchesini – mediometraggio (2001)
- Onora il padre, regia di Giampaolo Tescari – miniserie TV, 2 puntate (2001)
- Nebbie e delitti – serie TV, episodio 1x01 (2005)
- L'ispettore Coliandro – serie TV, episodio 1x04 (2006)

## Teatro
- La calandria di Bernardo Dovizi da Bibbiena, regia di Giorgio De Lullo (1966)
- L'assoluto naturale, di Goffredo Parise, regia di Franco Erriquez (1968)
- Pazzie di una notte di tempesta, di e regia Antonio Maria Magro (1976)
- Escuriale di Michel de Ghelderode, regia di Giorgio Trestini (1978)
- L'Amore di gruppo, di e regia Giorgio Trestini (1977-2006)
- L'amore diabolico, di e regia Giorgio Trestini (1980)
- L'Amore scientifico, di e regia Giorgio Trestini (1985)
- L'Amore di gruppo 2, di e regia Giorgio Trestini (1987-2006)
- I bisonti vanno in cielo di Giorgio Celli, regia Gabriele Marchesini (2000)

## Video musicali
- Principessa, di Marco Masini, regia Stefano Salvati (1995)
- Mon Amour (spanish version) -di Gigi D’Alessio regia di Stefano Salvati (2001)

## Doppiatori italiani
- Glauco Onorato in ...E alla fine lo chiamarono Jerusalem l'implacabile (Padella calibro 38)
- Ferruccio Amendola in Non si deve profanare il sonno dei morti
- Giorgio Gusso in Buttiglione diventa capo del servizio segreto
- Renato Mori in Piedipiatti